# Porbandar
Porbandar (en gujarati : પોરબંદર ; en hindi : पोरबन्दर) est une ville de l'État du Gujarat en Inde, chef-lieu administratif du district homonyme, et un ancien État princier des Indes. C'est également le lieu de naissance de Gandhi.

## La ville

### Géographie
Porbandar est un port situé sur la mer d'Arabie.

### Économie
La ville est un centre industriel actif : manufactures de textile, cimenteries, marais salants, pêche... C'est également une station balnéaire appréciée pour son climat.

### Histoire
C'est la ville qui a vu naître le Mahatma Gandhi.

### Lieux et monuments
- Kirti Mandir : maison natale de Gandhi
- Gita Mandir : temple construit par un industriel dans les années 1950
- Rokhadia Temple : temple dédié à Hanoumân

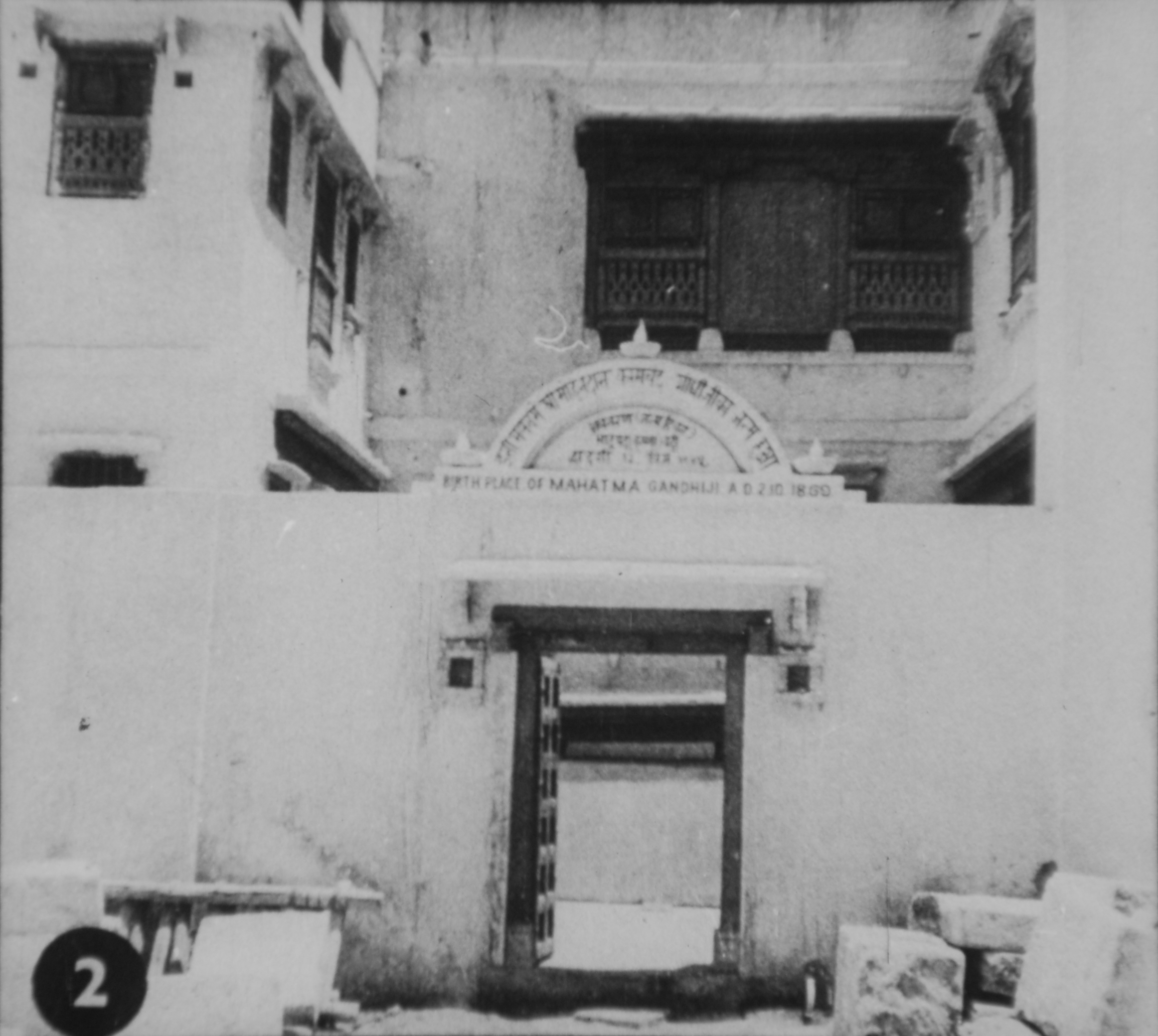
Kirti Mandir
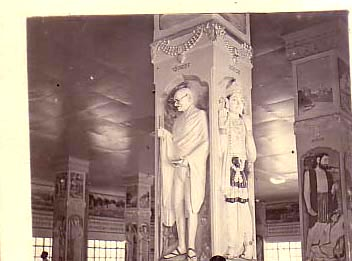
Intérieur du Gita Mandir en 1957
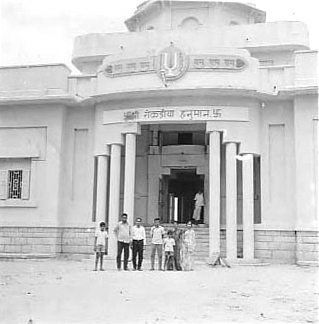
Rokhadia Temple en 1958

### Personnalités liées à la ville
- Mohandas Karamchand Gandhi est né à Porbandar le 2 octobre 1869.

## Principauté

### Histoire
Fondé en 1193, l'État était connu sous le nom de Ranpur en 1307, de Chhaya en 1574 et finalement de Porbandar à partir de 1785. Il a été intégré à l'État du Gujarat le 15 février 1948.

### Dirigeants de1757à 1948:Ranas/Maharajas
- 1757-1804 : Sartanji II († 1813)
- 1804-1812 : Maloji († 1812)
- 1812-1813 : Sartanji II (rétabli)
- 1813-1831 : Khimoji IV († 1831)
- 1831-1900 : Vikramatji IV (1819-1900)
- 1900-1908 : Bhavsinhji (1867-1908)
- 1908-1948 : Natwarsinhji (1901-1982)